# Kumiko Kashiwagi
Kumiko Kashiwagi (japanisch 柏木 久美子 Kashiwagi Kumiko; * 9. Oktober 1978 in Tokio) ist eine ehemalige japanische Skirennläuferin.

## Karriere
Kashiwagi gab ihr internationales Renndebüt bei den Juniorenweltmeisterschaften 1994 in Lake Placid, wobei sie bei ihrem einzigen Start im Super-G den 30. Platz belegte.
In den darauffolgenden Jahren startete Kashiwagi bei diversen FIS-Rennen in Nordamerika, Asien und Europa, sowie bei den jeweiligen kontinentalen Rennserien. Am 18. November 1995 startete sie das erste Mal bei einem Weltcuprennen, wobei sie beim Slalom von Vail die Qualifikation für den zweiten Durchgang verpasste.
1997 nahm Kashiwagi an ihren ersten Alpinen Skiweltmeisterschaften teil. In Sestriere erreichte sie ihre beste Platzierung im Slalom mit Rang 31.
Einen Monat später am 15. März 1997 gewann sie mit dem Riesenslalom in Nozawa Onsen ihr erstes Rennen bei einer kontinentalen Rennserie.
Im darauffolgenden Jahr wurde Kashiwagi für die Olympischen Winterspiele in Nagano nominiert, wobei sie mit dem 24. Platz im Slalom ihre beste Platzierung erreichte.
Ihre ersten Weltcuppunkte gewann sie am 12. Februar 2000 mit Rang 27 beim Slalom von Santa Caterina.
In dieser Zeit wurde Kashiwagi zur dominierenden Läuferin im Far East Cup. Sie sicherte sich zwischen 1998/99 und 2002/03 sämtliche Disziplinen- und Gesamtwertungen bei den Frauen, davon sogar 3 mal mit perfekten Saisonen, in der sie alle Rennen gewann.
Ihre besten Ergebnisse im Weltcup erzielte Kashiwagi im Dezember 2000 bei den Rennen am Semmering, sowohl im Riesenslalom als auch im Slalom belegte sie den 20. Rang.
2002 egalisierte sie bei ihrer zweiten Teilnahme an Olympischen Winterspielen ihr bestes Ergebnis bei einem internationalen Großereignis mit Platz 16 im Slalom. Dieselbe Platzierung hatte sie auch bei den Weltmeisterschaften im Vorjahr im Riesenslalom erreicht.
In den nachfolgenden Jahren konnte Kashiwagi jedoch nicht an diese Leistungen mehr anknüpfen, so erreichte sie nur noch vereinzelt die Top 30 im Weltcup.
Ihr letztes internationales Rennen bestritt sie am 8. Januar 2006 beim Slalom von Maribor, danach ist sie nicht mehr als Rennläuferin in Erscheinung getreten.

## Privates
Ihr Vater Masayoshi Kashiwagi war ebenfalls als Skirennläufer aktiv.

## Erfolge

### Olympische Winterspiele
- Nagano 1998: 24. Slalom, 27. Riesenslalom, 36. Super-G
- Salt Lake City 2002: 16. Slalom, 35. Riesenslalom

### Weltmeisterschaften
- Sestriere 1997: 31. Slalom, 35. Super-G, DNF Riesenslalom
- Vail/Beaver Creek 1999: 30. Slalom, DNF Riesenslalom
- St. Anton 2001: 16. Riesenslalom, DNF Slalom
- St. Anton 2003: 33. Riesenslalom, 38. Slalom
- Santa Caterina 2005: 24. Slalom

### Weltcup
- 2 Platzierungen unter den besten 20

### Juniorenweltmeisterschaften
- Lake Placid 1994: 30. Super-G
- Voss 1995: 16. Slalom, 23. Riesenslalom
- Schladming 1997: 18. Riesenslalom, 24. Super-G, DNF Slalom

### Far East Cup
- Saison 1998/99: 1. Gesamtwertung, 1. Riesenslalomwertung, 1. Slalomwertung
- Saison 1999/2000: 1. Gesamtwertung, 1. Riesenslalomwertung, 1. Slalomwertung
- Saison 2001/02: 1. Gesamtwertung, 1. Riesenslalomwertung, 1. Slalomwertung
- Saison 2002/03: 1. Gesamtwertung, 1. Riesenslalomwertung, 1. Slalomwertung
- Saison 2003/04: 3. Slalomwertung
- Saison 2004/05: 2. Gesamtwertung, 2. Slalomwertung, 4. Riesenslalomwertung
- 37 Podestplätze, davon 26 Siege

| Datum            | Ort          | Land  | Disziplin    |
| ---------------- | ------------ | ----- | ------------ |
| 15. März 1997    | Nozawa Onsen | Japan | Riesenslalom |
| 02. März 1999    | Nozawa Onsen | Japan | Riesenslalom |
| 05. März 1999    | Shigakogen   | Japan | Riesenslalom |
| 08. März 1999    | Hakuba       | Japan | Riesenslalom |
| 09. März 1999    | Hakuba       | Japan | Riesenslalom |
| 28. Februar 2000 | Hakuba       | Japan | Riesenslalom |
| 02. März 2000    | Nozawa Onsen | Japan | Riesenslalom |
| 05. März 2000    | Shigakogen   | Japan | Riesenslalom |
| 28. Februar 2002 | Happo One    | Japan | Riesenslalom |
| 03. März 2002    | Nozawa Onsen | Japan | Riesenslalom |
| 06. März 2002    | Shigakogen   | Japan | Riesenslalom |
| 05. März 2003    | Nozawa Onsen | Japan | Riesenslalom |
| 06. März 2003    | Nozawa Onsen | Japan | Riesenslalom |
| 11. März 2003    | Happo One    | Japan | Riesenslalom |

| Datum            | Ort          | Land  | Disziplin |
| ---------------- | ------------ | ----- | --------- |
| 09. März 1995    | Nozawa Onsen | Japan | Slalom    |
| 03. März 1999    | Nozawa Onsen | Japan | Slalom    |
| 06. März 1999    | Shigakogen   | Japan | Slalom    |
| 29. Februar 2000 | Hakuba       | Japan | Slalom    |
| 03. März 2000    | Nozawa Onsen | Japan | Slalom    |
| 06. März 2000    | Shigakogen   | Japan | Slalom    |
| 01. März 2002    | Happo One    | Japan | Slalom    |
| 04. März 2002    | Nozawa Onsen | Japan | Slalom    |
| 04. März 2003    | Nozawa Onsen | Japan | Slalom    |
| 12. März 2003    | Happo One    | Japan | Slalom    |
| 13. März 2003    | Happo One    | Japan | Slalom    |
| 13. März 2005    | Shigakogen   | Japan | Slalom    |

### Nor-Am Cup
- 6 Platzierungen unter den besten 5, davon 3 Podestplätze

### Europacup
- 5 Platzierungen unter den besten 10

### South American Cup
- Eine Platzierung unter den besten 10

### Weitere Erfolge
- 4 Siege bei FIS-Rennen
- Japanische Meisterin im Riesenslalom (2001)
- Japanische Vizemeisterin in der Abfahrt (1995)
- Japanische Vizemeisterin Riesenslalom (1998)
- Bronze bei den japanischen Meisterschaften im Super-G (1995)